# 188. Gebirgs-Division (Wehrmacht)
Die 188. Gebirgs-Division war ein Großverband der Gebirgstruppe der Wehrmacht im Zweiten Weltkrieg.

## Geschichte

### Ursprünglicher Verband

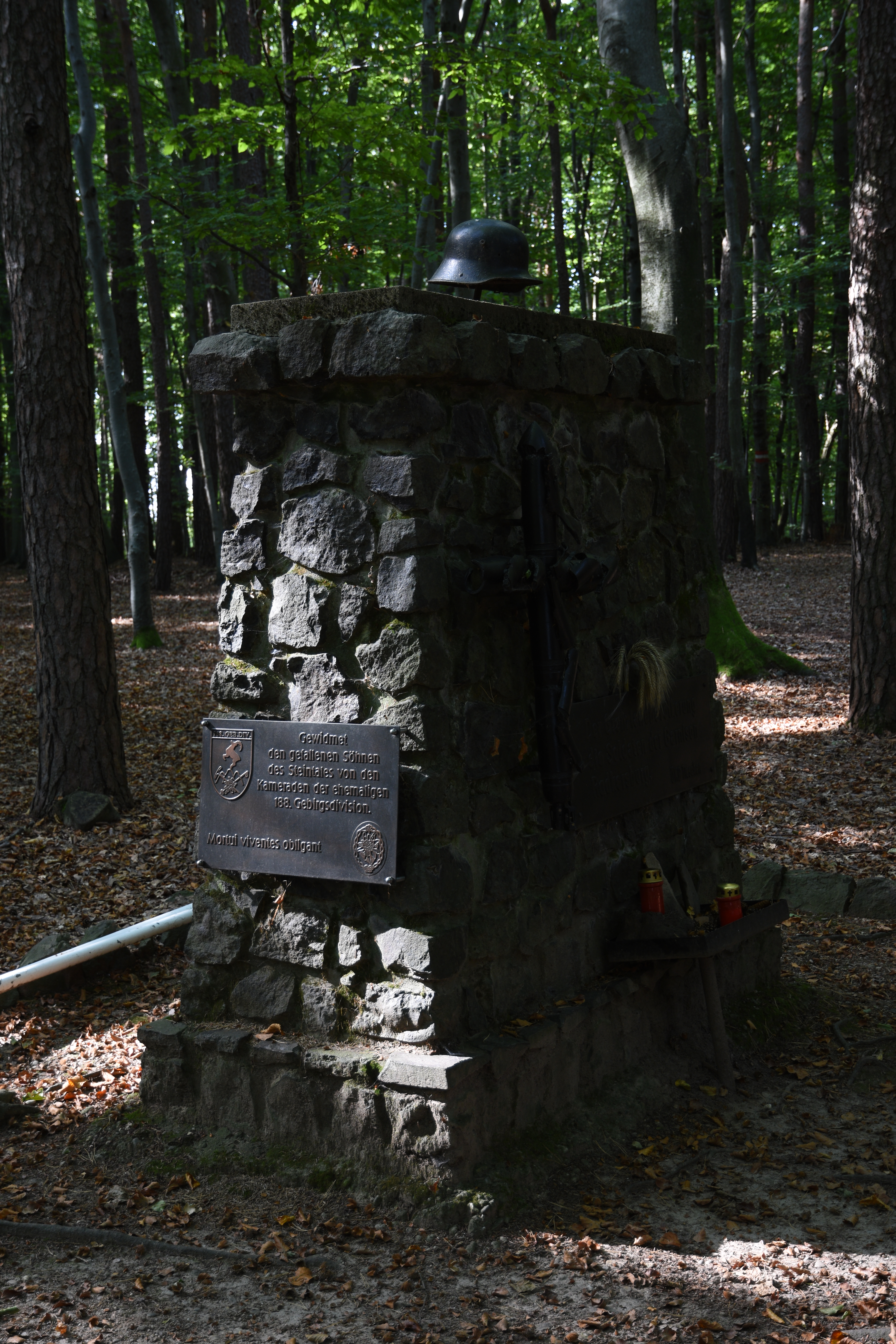
Denkmal 188. Gebirgs-Division (Wehrmacht)

Vorläufer der 188. Gebirgs-Division war die im Alpenraum aufgestellte 188. Reserve-Gebirgs-Division des Stellvertretenden Generalkommandos des XVIII. Armeekorps, Salzburg. 

## 188. Gebirgs-Division

### Aufstellung durch Umbenennung
Am 1. März 1945 wurde die 188. Reserve-Gebirgs-Division in 188. Gebirgs-Division umbenannt und umgegliedert. 

### Adriatisches Küstenland
Die Division war beauftragt mit Sicherungsaufgaben, insbesondere Einsätzen gegen Partisanen in Kroatien und Istrien, ostwärts Triests, im Raum Adelsberg (slow.: Postojna), nördlich Fiumes bei Lipa (Matulji) und Clana; Angriffs- und Abwehrkämpfen am Krainer Schneeberg, bei Bistritz (im Gottscheer Land) und Illyrisch Feistritz, sowie Durchbruchskämpfen bei Schämbl und Herpelie.

### Kriegsende
Die Reste der Division gerieten in jahrelange jugoslawische Gefangenschaft.

### Hinrichtung des Kommandeurs wegen Kriegsverbrechen
Der Kommandeur der Division, Hans von Hößlin wurde von einem jugoslawischen Militärgericht zum Tode verurteilt und 1947 hingerichtet.

## Gliederung
- Gebirgsjäger-Regiment 901
- Gebirgsjäger-Regiment 902
- Gebirgsjäger-Regiment 903
- Gebirgsjäger-Regiment 904
- Gebirgs-Artillerie-Regiment 1088
- Gebirgs-Pionier-Bataillon 1088
- Nachrichten-Abteilung 1088
- Divisionseinheiten 1088